# Janeanes

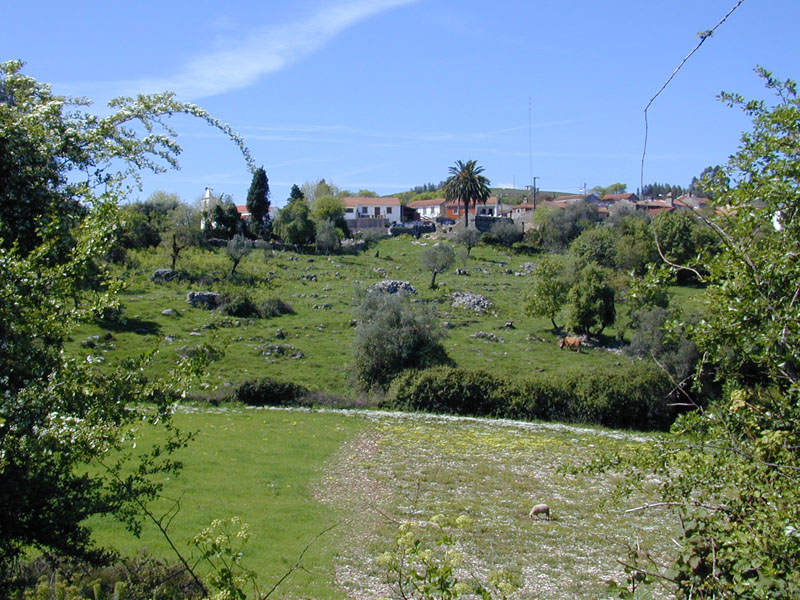
Janeanes, Zambujal, Condeixa-a-Nova

Janeanes é um lugar da freguesia portuguesa do Zambujal, Condeixa-a-Nova.
Janeanes é um aprazível lugar da Serra de Janeanes de onde se pode avistar a Serra da Lousã ou o Vale do Rabaçal. Inserida numa paisagem de calcário, o lugar caracteriza-se por um casario muito rústico em que o material principal é a pedra calcária da região. À volta de Janeanes pode visitar o Moinho de Vento, as Buracas do Casmilo ou a povoação de Rabaçal com a sua villa romana.